# بوتن‌همپتون
بوتن‌همپتون (به انگلیسی: Bothenhampton) یک روستا و محله مدنی در بریتانیا است که در Dorset واقع شده‌است. بوتن‌همپتون ۲٬۱۳۱ نفر جمعیت دارد.